# Osvaldo Bonet
Osvaldo Bonet (Argentina, 30 de septiembre de 1918 - Buenos Aires, 30 de julio de 2013) cuyo nombre completo era Osvaldo Carmelo Bonet fue un actor de cine, televisión y teatro y director de teatro de extensa trayectoria en su país.

## Carrera profesional
Era hijo del profesor de literatura Carmelo Bonet. De niño actuó en la obra La Salamandra, de Ricardo Rojas, dirigido por Enrique de Rosas en el Teatro Nacional Cervantes. Estudió en el Colegio Nacional de Buenos Aires y luego en el Conservatorio Nacional de Música y Arte Escénico Carlos López Buchardo, donde tuvo como maestro a Antonio Cunill Cabanellas, de quien en muchas ocasiones manifestó que había sido su inspiración a lo largo de su carrera. Fue asistente de Esteban Serrador y posteriormente se radicó en Francia durante cuatro años. 
Al regresar al país en la década de 1960 formó un prestigioso grupo teatral con grandes actores entre los que se encontraban Alfredo Alcón y María Rosa Gallo con los que llevó al escenario clásicos del teatro universal. 
Como director, se destacó en la puesta de Los acosados y Judith y las rosas (las dos con Luisa Vehil), Las troyanas Recordando con ira, Liliom, Los expedientes y Cyrano de Bergerac. Como actor, se recuerdan, entre otras, sus actuaciones en Destiempo y El jardín de los cerezos. 
Fueron numerosos los autores cuyas obras puso en escena: Beckett, Chéjov, Tirso de Molina, Carlos Gorostiza, Lope de Vega, Joe Orton, John Osborne, Pirandello, Shakespeare, Bernard Shaw, Daniel Veronese, Osvaldo Dragún y otros más.
Bonet fue el primer director artístico del Teatro General San Martín y del Teatro Nacional Cervantes y recibió, entre otros, los premios ACE y Gregorio de Laferrère por la dirección de El hombrecito y también los premios Trinidad Guevara, APA, Pablo Podestá, Acita, Municipal, Casa del Teatro y Fondo Nacional de las Artes.
En cine asistió en la dirección a Luis Saslavsky y a Hugo Fregonese; sus primeras actuaciones en cine fueron en Don Segundo Sombra (1969), Quebracho (1974) y Contar hasta diez (1985), y las últimas en El otro (2007) -por la que fue candidato al premio Sur al mejor actor de reparto- y El cielo elegido (2009).
Fue padre de dos hijos. Joaquín es actor y director.

## Valoración
Osvaldo Bonet fue, para muchos, un gran maestro, que preparó a varias generaciones de actores, un actor y director que siguió optando por aquello que lo provocaba, que lo hacía sentir más fresco y más vivo.

## Filmografía
Actor
- El cielo elegido (2009)…Padre Claudio
- El otro (2007) …Padre de Juan
- Suspiros del corazón (2006)…Manolo
- Tacholas, un actor galaico porteño (2003) (documental) …Entrevistado
- La venganza (1999) …Onofre Fernández
- * Alma zen (cortometraje) (1996)
- Cuerpos perdidos (1989)
- Contar hasta diez (1985)
- La película (1975)
- Quebracho (1974) …Mr. White
- Don Segundo Sombra (1969)

Asistente de dirección
- Sombras en la frontera (1951)
- Siete para un secreto (1947)

## Televisión
- La condena de Gabriel Doyle (serie) …José (1998)
- El garante (miniserie) …Marcos (1997)
- Alta comedia
- Cerrando cuentas (1993)
- Corazones de fuego (serie) (1992)

## Teatro
- El hombrecito
- Los acosados
- Judith y las rosas
- Las troyanas
- Recordando con ira
- Liliom
- Los expedientes
- Cyrano de Bergerac
- Destiempo
- El jardín de los cerezos
- Blues de la Calle Balcarce (1983)